# Bazoumana Touré
Baozumana Touré (2 marzo 2006) è un calciatore ivoriano, attaccante dell'Hoffenheim.

## Carriera

### Club
È cresciuto nel settore giovanile dell'ASEC Mimosas, dove ha debuttato in prima squadra nella stagione 2022-2023. Il 4 marzo 2024 è stato acquistato dagli svedesi dell'Hammarby, con cui ha debuttato il 25 aprile seguente nell'incontro di Allsvenskan perso 2-1 contro l'Halmstad. Il 26 maggio ha segnato il suo primo gol contro il Sirius. La sua prima e unica stagione nel campionato di Allsvenskan si è conclusa con 8 reti e 4 assist all'attivo in 23 presenze.
Il 1º febbraio 2025 è stato ceduto a titolo definitivo ai tedeschi dell'Hoffenheim, in quello che è stato considerato come il trasferimento più remunerativo nella storia dell'Hammarby.

### Nazionale
Ha giocato con la nazionale ivoriana Under-20.

## Statistiche

### Presenze e reti nei club
Statistiche aggiornate al 8 febbraio 2025.
| Stagione        | Squadra         | Campionato      | Campionato | Campionato | Coppe nazionali | Coppe nazionali | Coppe nazionali | Coppe continentali | Coppe continentali | Coppe continentali | Altre coppe | Altre coppe | Altre coppe | Totale | Totale | Totale |
| Stagione        | Squadra         | Comp            | Pres       | Reti       | Comp            | Pres            | Reti            | Comp               | Pres               | Reti               | Comp        | Pres        | Reti        | Pres   | Reti   |        |
| --------------- | --------------- | --------------- | ---------- | ---------- | --------------- | --------------- | --------------- | ------------------ | ------------------ | ------------------ | ----------- | ----------- | ----------- | ------ | ------ | ------ |
| 2022-2023       | ASEC Mimosas    | L1              | ?          | ?          | -               | -               | -               | CCL+CCC            | 1+0                | -                  | -           | -           | -           | 1      | 0      |        |
| 2023-2024       | ASEC Mimosas    | L1              | ?          | ?          | -               | -               | -               | CCL                | 1                  | 0                  | -           | -           | -           | 1      | 0      |        |
| 2024            | Hammarby        | A               | 23         | 8          | CS+CS           | 0               | 0               | -                  | -                  | -                  | -           | -           | -           | 23     | 8      |        |
| 2024-2025       | Hoffenheim      | BL              | 2          | 0          | CG              | 0               | 0               | UEL                | 0                  | 0                  | -           | -           | -           | 2      | 0      |        |
| Totale carriera | Totale carriera | Totale carriera | 25+        | 8+         |                 | 0               | 0               |                    | 2                  | 0                  |             | -           | -           | 27+    | 8+     |        |

## Palmarès

### Club

#### Competizioni nazionali
- Coupe de Côte d'Ivoire: 1

ASEC Mimosas: 2023